# Nightlife (Pet Shop Boys)
Nightlife è il settimo album in studio del gruppo musicale britannico Pet Shop Boys, pubblicato l'11 ottobre 1999 dalla Parlophone.

## Descrizione
Originalmente i Pet Shop Boys volevano realizzare un musical dal titolo omonimo: diversi brani vennero composti in quel periodo, ma poi si preferì realizzare un album. Ciò nonostante, l'idea del musical non venne bocciata: infatti, parallelamente alla realizzazione e promozione di Nightlife, i Pet Shop Boys scrissero e riuscirono a portare a teatro il musical Closer to Heaven. In virtù di essere stati composti nello stesso periodo, sia il musical che l'album Nightlife stesso affrontano la tematica della vita notturna (appunto, in inglese, "Nightlife"). Ciò rende perciò Nightlife non solo il primo ed attualmente unico concept album dei Pet Shop Boys ma anche l'album con il sound più dark.
Sebbene vi sono numerose influenze in questo album (dalla disco di New York City Boy alla country di You Only Tell Me You Love Me When You're Drunk o dalla trance in For Your Own Good alla dance pop in I Don't Know What You Want but I Can't Give It Any More), Nightlife si contraddistingue con un sound particolare in quanto il duo ha unito elementi reali di orchestra con un massiccio impiego di sintetizzatore, tastiera, sequencer e altri elementi della techno. Oltre a ciò Nightlife presenta il secondo duetto ufficiale della carriera del duo, ovvero quello con Kylie Minogue nel brano In Denial.
Nightlife si contraddistingue anche per il numero di singoli estratti: per la prima volta nella loro carriera i Pet Shop Boys estraggono solo tre singoli: I Don't Know What You Want but I Can't Give It Any More (incluso nel Guinness dei primati come "canzone con il titolo più lungo del mondo"), New York City Boy e You Only Tell Me You Love Me When You're Drunk; i relativi videoclip si caratterizzarono per gli elevati costi di produzione, come confermato da Tennant. Nonostante l'alta percentuale di vendite, i singoli non ricevettero un grande spazio fra le radio, fattore che contribuì a classificare l'album alla posizione numero 7 nel Regno Unito. Tale posizione fu il più basso piazzamento di un album del duo in classifica (primato negativo che venne poi eguagliato con il successivo album Release del 2002 per poi essere aggiornato al 2012 con il loro album Elysium.

### LaNightlife-era
Così come per Very, anche per Nightlife i Pet Shop Boys adottarono dei costumi particolari, costumi che identificarono questa fase del gruppo come la "Nightlife-era".
Il look era composto da: pantaloni larghi a strisce bianche e nere, giacche nere (quella di Tennant simile ad un cappotto), occhiali neri a forma rotonda, sopracciglia dipinte e capelli biondi in stile punk. Durante tutte le loro apparizioni e concerti, incluso il Nightlife Tour i Pet Shop Boys adottarono questo nuovo look che, con il tempo, divenne una delle immagini storiche della loro carriera.

## Tracce
1. For Your Own Good – 5:12
2. Closer to Heaven – 4:07
3. I Don't Know What You Want but I Can't Give It Any More – 5:09
4. Happiness Is an Option – 3:48
5. You Only Tell Me You Love Me When You're Drunk – 3:12
6. Vampires – 4:43
7. Radiophonic – 3:32
8. The Only One – 4:21
9. Boy Strange – 5:10
10. In Denial (feat. Kylie Minogue) – 3:20
11. New York City Boy – 5:16
12. Footsteps – 4:24

## Successo commerciale
Nella sua settimana di pubblicazione Nightlife vendette 17,038 copie le quali fecero debuttare il disco in 7ª posizione nella Official Albums Chart, escludendo i Pet Shop Boys per la prima volta della loro storia dalla Top 5. Ciò nonostante, con il tempo, Nightlife ottenne il disco d'oro in madrepatria con oltre centomila copie vendute e vendendo globalmente circa 1.2 milioni di copie.

## Classifiche

### Classifiche settimanali
| Classifica (1999) | Posizione massima |
| ----------------- | ----------------- |
| Australia         | 25                |
| Austria           | 16                |
| Belgio (Fiandre)  | 29                |
| Belgio (Vallonia) | 41                |
| Canada            | 11                |
| Danimarca         | 9                 |
| Europa            | 3                 |
| Finlandia         | 18                |
| Francia           | 36                |
| Germania          | 2                 |
| Giappone          | 12                |
| Norvegia          | 16                |
| Paesi Bassi       | 61                |
| Regno Unito       | 7                 |
| Spagna            | 9                 |
| Stati Uniti       | 84                |
| Svezia            | 4                 |
| Svizzera          | 9                 |
| Ungheria          | 22                |

### Classifiche di fine anno
| Classifica (1999) | Posizione massima |
| ----------------- | ----------------- |
| Danimarca         | 91                |